# 神戸具盛 (7代目当主)
神戸 具盛（かんべ とももり）は、戦国時代・安土桃山時代の武将・大名。伊勢国の国人領主である神戸氏第7代当主。祖父で同名の神戸具盛（楽三）と混同されるため、神戸友盛と表記されることも多い。
通称は蔵人大夫。官位は下総守。妻は蒲生定秀の娘。姉は織田信包の室。養子に織田信孝、林与五郎。

## 生涯
参考文献では、ほとんど「友盛」となっているため、本節でも友盛と表記する。
第5代当主・神戸長盛の子。第6代当主・利盛の弟。次男であったため仏門に入り、土師・福禅寺の住職をしていた。永禄2年（1559年）、兄・利盛が23歳で急死したため、還俗して家督を継いだ。
それまで神戸氏は、祖父の実家である北畠氏に属しており、父・長盛や兄・利盛は勢力拡大のため北伊勢や南近江にたびたび出征しており、元々の本家筋に当たる関氏や南近江の六角氏とは不和になっていた。前代までの拡張政策の反動から、友盛の家督継承直後から神戸氏は近隣勢力の侵攻に何度も遭ったがよく戦った。
永禄2年（1559年）、長野工藤氏が、神戸氏の盟友である浜田氏、赤堀氏らを攻めると、友盛は浜田・赤堀氏を支援して長野勢を撃退し、武名を上げた。永禄3年（1560年）にも長野勢は神戸を攻めたが、これも撃退した。
友盛は当主となるとすぐに関氏当主・関盛信との関係を修復し、さらに盛信と共に六角氏重臣の日野城城主・蒲生定秀の娘を娶り、その力を背景にしつつ戦争で疲弊した神戸氏の勢力の回復を図った。
永禄10年（1567年）、織田信長による伊勢国侵攻が始まる。信長が京都に進むにあたって、側背を脅かされないために伊勢国を押さえておく必要があった。滝川一益らに率いられた織田勢は、諸城を落とし、神戸方の高岡城に迫ったが、城将・山路弾正がよく守った。また、平田の豪族・平田賢元は武田信玄と通じており、美濃方面の反織田勢力と通じ、背後を脅かしたため、織田勢は岐阜に引き上げた。
永禄11年（1568年）2月、再度信長軍が侵攻し、高岡城を囲んだ。このとき信長は、自身の三男・信孝を友盛の養子とすることを説き、和睦が成立した。この後、友盛の勧めで、国府、峯、鹿伏兎、稲生の諸家も信長に従うことになった。その後、織田家の部将として転戦する。
永禄11年（1568年）9月、信長が六角氏を攻略した際（観音寺城の戦い）、義兄・蒲生賢秀を説得し、降伏させた。
元亀2年（1571年）1月、信長により、友盛夫妻は蒲生賢秀に預けられた。これは、信孝が友盛の養子となった後、友盛が、同族である関盛信の子・勝蔵（関一利）も養子とし、信孝を疎かにしようとしたためである（なお、『勢州兵乱記』では元亀2年（1571年）1月、『氏郷記』では、同4年（1573年）1月のこととしている）。友盛は、西大路村・清源寺の北にあった、賢秀が構えた屋敷に身を寄せた。
元亀2年（1571年）、平野の伊東茂右衛門らは山路弾正の高岡城に集まり、神戸城奪還の計画をたてるが、露見して殺害されるなどした。このとき、神戸の家臣のうち、120名が浪人し、残った480人が信孝に仕えた。
神戸氏の家督は信孝が継承した。
天正10年（1582年）、信孝が四国征伐の総大将として大坂へ出征すると、友盛は許されて神戸城近くの沢城を隠居所とした。
天正11年（1583年）、織田信雄により信孝が切腹させられると、織田信雄の家老である林与五郎が神戸城主となった。友盛は与五郎の嫡子・十蔵に信孝の室（友盛の娘）を嫁がせ、神戸氏を継承させた。
その後、神戸与五郎らが蒲生氏郷らの羽柴軍に敗れ美濃へ落ち延びると、友盛は織田信包を頼り安濃津に逃れ、同地で死去したといわれる。『近江蒲生郡志』は、死後、日野村井の上合谷に葬られたとする。

## 異説
『近江蒲生郡志』所収の「勢州兵乱記」によると、「実は北畠具教の弟にて神戸下総守の養子と成ると云」と記されている。

## 養子・信孝の妻について
『鈴鹿市の歴史』は、養子となった信孝の妻について、友盛の家臣・高野可夕（）の娘との伝を記述している。